# عروسی چاملی
عروسی چاملی (به هندی: Chameli Ki Shaadi) و (به انگلیسی: Chameli's wedding) فیلمی هندی محصول سال ۱۹۸۶ و به کارگردانی باسو چاترجی است. در این فیلم بازیگرانی همچون آنیل کاپور، آمریتا سینگ، امجد خان، اوم پراکاش، پانکاج کاپور، ساتین کاپو، بهاراتی آچرکار و آنو کاپور ایفای نقش کرده‌اند.